# Аравия (дочь Юстина II)
Аравия (греч. Ἀραβία; ок. 545, Константинополь — ?) — была единственной дочерью византийского императора Юстина II Младшего (годы правления 565—578) и его жены, императрицы Элии Софии.
Несмотря на то, что дочь Юстина II упоминается в нескольких первоисточниках, ее имя указано только в Patria Konstantinupoleos. Имя обычно считается подлинным, хотя Сайрил Мэнго высказывает по данному поводу некоторые сомнения в своих работах.
Особенности этого имени рассмотрены в работе Ирфана Шахида Byzantium and the Arabs in the sixth century (1995). Аравия — уникальное личное имя среди представительниц византийской аристократии; по-видимому, дочь будущего императора была названа в честь Аравийского полуострова. Поэт Флавий Корипп в своем стихотворении «Похвала Юстину Младшему» (первичном источнике описания коронации Юстина) отмечает отличие имени дочери нового августа от общепринятого и уважаемого имени ее матери, что свидетельствует о том, что оно звучало странно даже для современника. Данное имя имело негативную коннотацию, так как византийцы в основном воспринимали арабов как варваров. В других случаях женщины императорской семьи, носившие подобные имена, которые смущали умы, были вынуждены сменять их как до, так и после жизни Аравии. Например, императрицы Элия Евдокия, Евфимия и Элия Анастасия до обретения ими статуса супруги императора первоначально носили имена, имевшие языческие коннотации, — Афинаида, Луппикина и Ино, соответственно.
В то время, однако, Византийская империя имела подчиненное арабское население в провинциях префектуры Восток, которое уже подверглось к середине VI века как романизации, так и христианизации. Таким образом, «араб» не был синонимом «врага» или «налётчика». Для враждебных народов арабского происхождения византийские источники того времени используют вместо этого термин «сарацины».
Шахид предполагает, что это имя может иметь отношение к периоду рождения Аравии. Корипп сообщает нам, что Аравия уже была замужней женщиной, когда ее отец взошёл на престол в 565. Предполагая, что было ей не менее двадцати лет, Шахид полагает, что имя могло быть выбрано, чтобы угодить двоюродной бабушке Аравии императрице Феодоре (ум. 548), жене Юстиниана I (годы правления 527—565). Феодора была известна своей поддержкой монофизитов, а её муж активно преследовал эту религиозную фракцию. Одним из союзников Феодоры и убеждённым сторонником монофизитства был арабский филарх Аль-Хариф ибн Джабала (Арета) из Гассанидов, и Аравия, возможно, была названа в честь этого союза, особенно с учетом собственной приверженности Юстина и Элии Софии монофизитству в то время.
Аравия вышла замуж за экзарха Равенны Бадуария, от которого у неё, возможно, была дочь Фирмина, что засвидетельствовано в единственной надписи, датированной 564 годом. Формулировка надписи неясна и содержит греческое слово, которое может читаться как «γενημένη» или «γενόμενη» Аравии. «γενημένη» означает «рождённая от» и сообщает фразе смысл «Фирмина, дочь Аравии», тогда как «γενόμενη» означает «кто стал». Сайрил Мэнго читает фразу как «Фирмина, которая стала нянькой Аравии».
Корипп в своём стихотворении изобразил Аравию молящейся с матерью 14 ноября 565 года: «На святой стороне Великой церкви находилась её прекрасная дочь, которая могла превзойти полную луну своим собственным светом, равная по высоте матери, столь же ослепительной внешности и столь же прекрасная благодаря своим белоснежным щекам. Её глаза пылают огнем, как у матери». Статуя Аравии находилась у Милия; другая скульптура, возможно, была размещена в порту Софианы[уточнить].
В житии Симеона Столпника утверждается, что Аравия страдала от одержимости во время правления отца и была вылечена этим святым.